# V hlubokém
V hlubokém je přírodní památka severně od městyse Peruc v okrese Louny. Oblast spravuje Agentura ochrany přírody a krajiny ČR. Důvodem ochrany je ochrana vzácné teplomilné květeny.

## Lokalita
Lokalita se nachází v lese ve svahu nad Débeřským potokem mezi obcemi Peruc a Stradonice. Chráněné území bylo vyhlášeno k ochraně vzácných teplomilných rostlin. Svahy údolí jsou porostlé světlým hájem tvořeným porostem dubů, místy je porost smíšený s jehličnany. Nejvyšší a floristicky nejbohatší partie svahu mají opukový podklad. Chráněné území je pro veřejnost přístupné po lesní cestě, která navazuje na účelovou lesní komunikaci mezí Perucí a Stradonicemi. Na tomto území není dovoleno ničit rostliny a živočichy ani jiným způsobem do území zasahovat.

## Přírodní podmínky

### Flóra
Přírodní památka je v České republice zcela unikátní výskytem pěchavových trávníků, které jsou vázány na výchozy opukových skal a na přilehlé osypy. Trávníky tvoří převážně pěchava vápnomilná (Sesleria albicans), kterou doprovázejí bělozářka větevnatá (Anthericum ramosum), ostřice nízká (Carex humilis), mařinka barvířská (Asperula tinctoria) a další. Spolu s pěchavovými trávníky rostou na skalních výchozech také skupiny nízkých suchomilných keřů, ve kterých převažuje skalník celokrajný (Cotoneaster integerrimus). Na tuto vegetaci navazuje řídký suťový les.

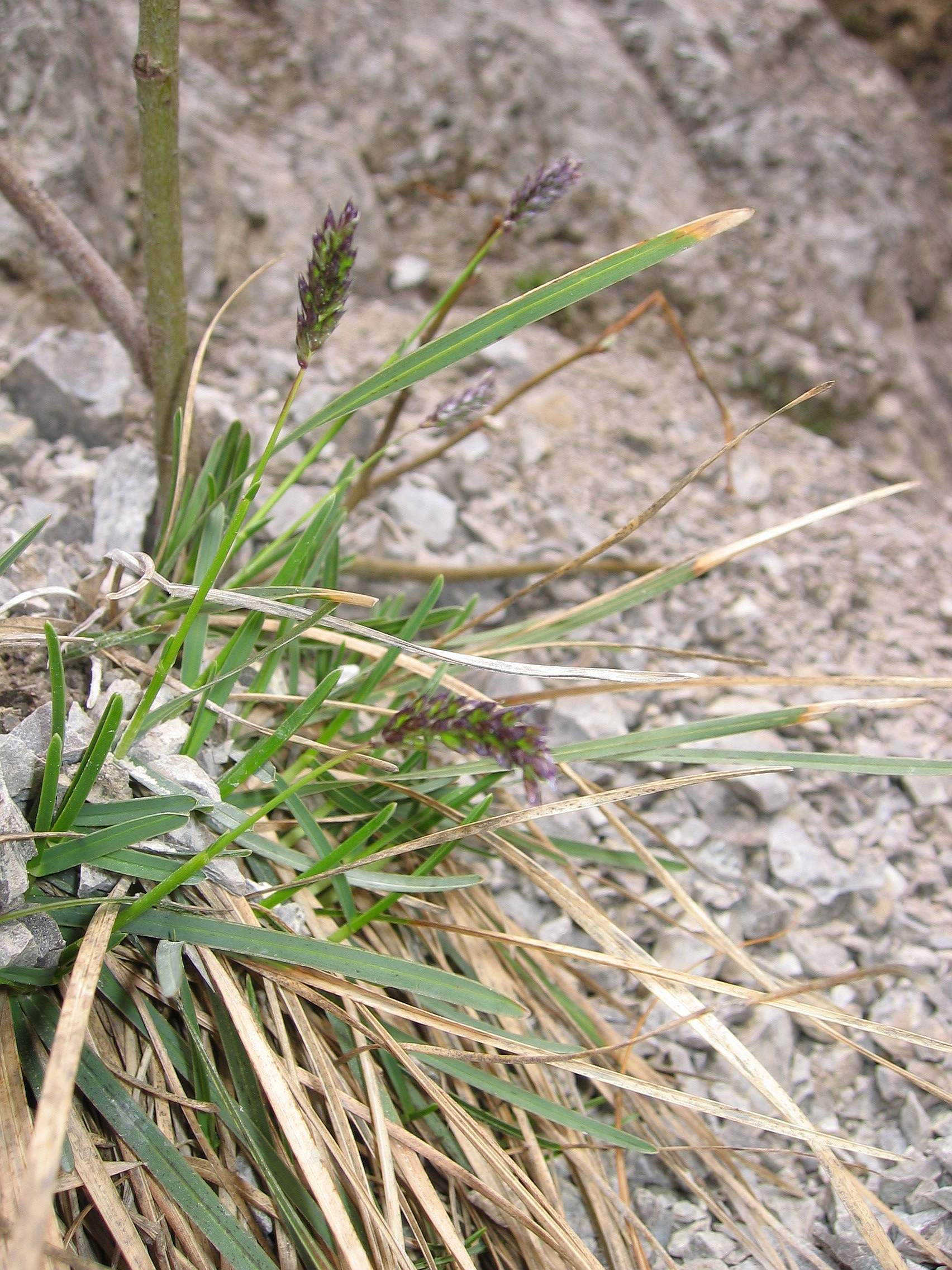
Pěchava vápnomilná
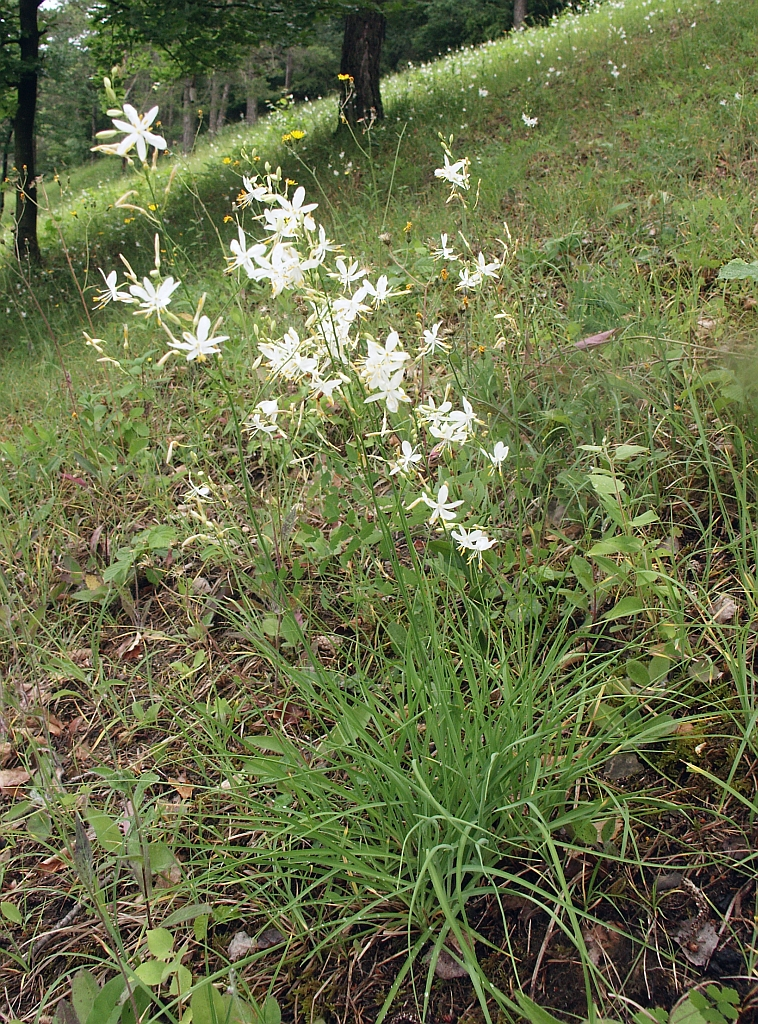
Bělozářka větevnatá
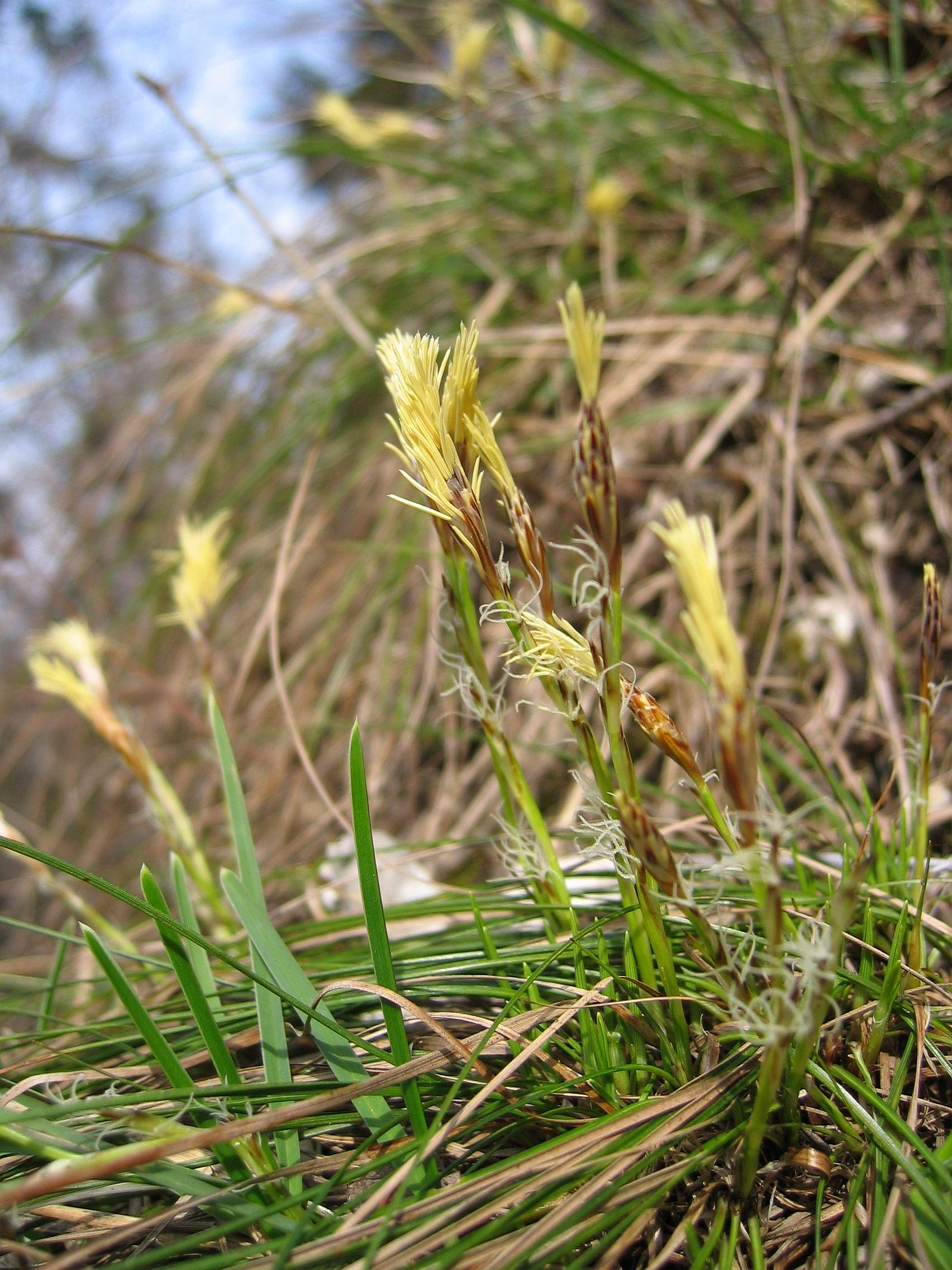
Ostřice nízká
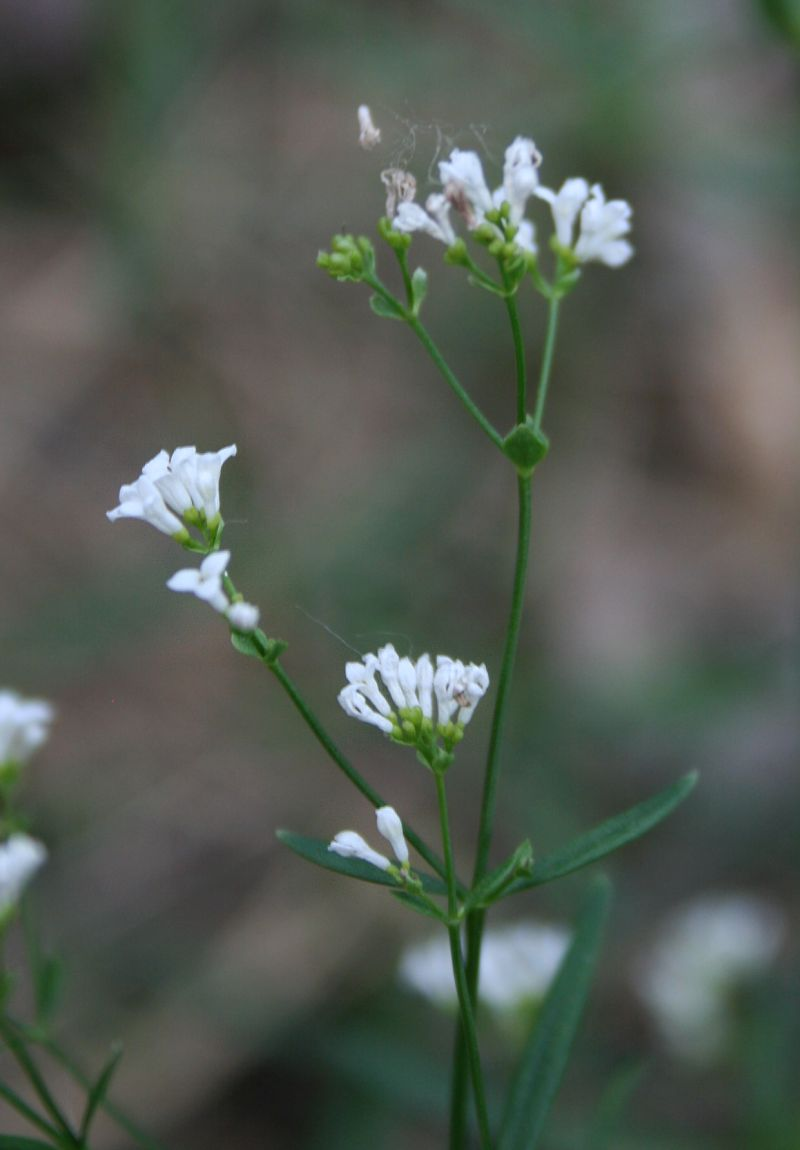
Mařinka barvířská
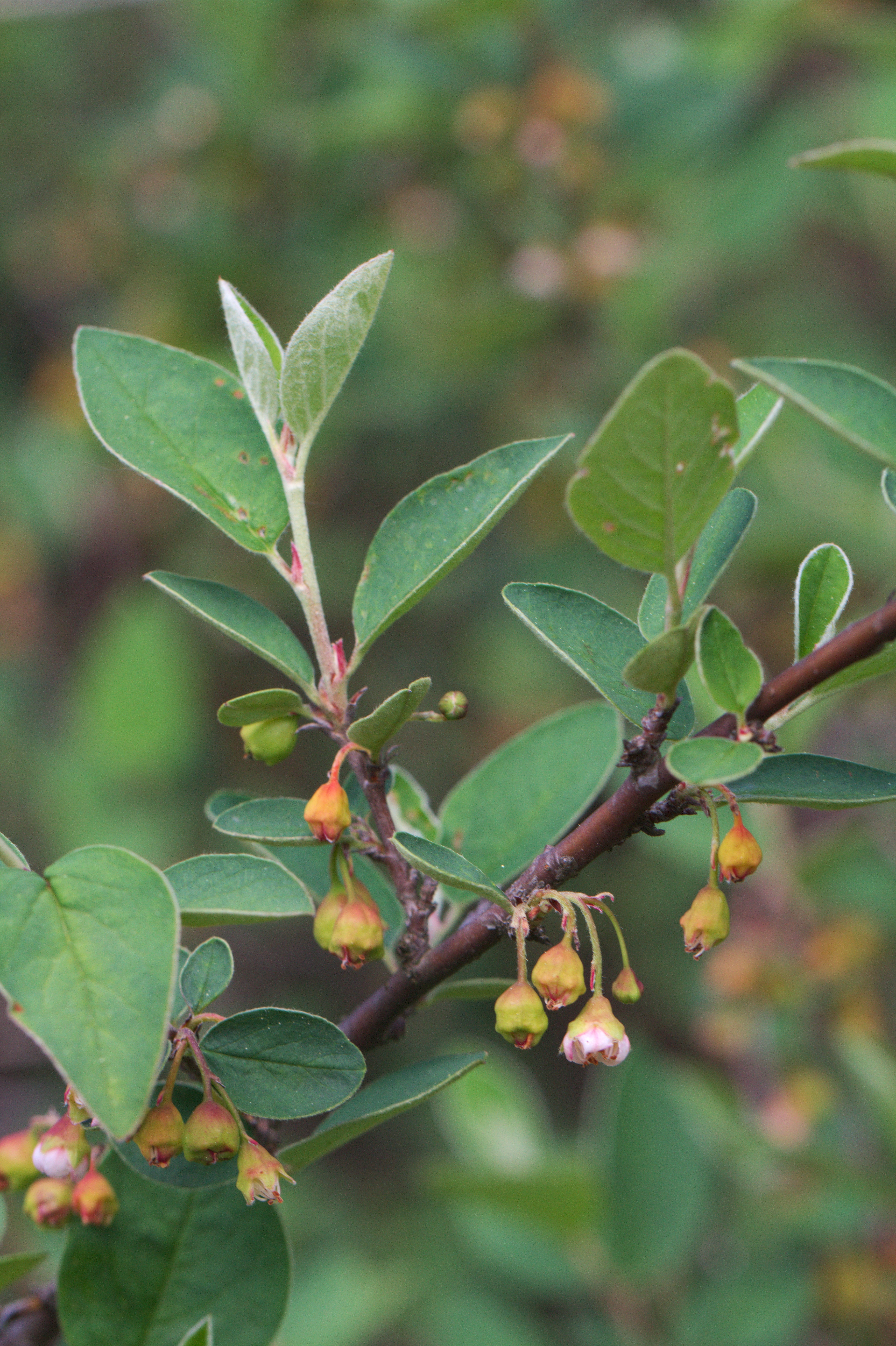
Skalník celokrajný

Na lokalitě se dále vyskytuje celá řada vzácnějších druhů rostlin. Roste tu například třemdava bílá, lýkovec jedovatý, lilie zlatohlávek, oměj šalamounek, plamének přímý, sasanka lesní, kozinec sladkolistý, orlíček planý, prvosenka jarní, kamejka modronachová, konvalinka májová, plicník lékařský a vzácně i zimostrázek alpinský. V minulosti zde byl nalezen i střevíčník pantoflíček, okrotice bílá, okrotice červená, vemeník dvoulistý, kruštík širokolistý a bradáček vejčitý. V posledních letech zde však některé druhy rostlin již nebyly nalezeny. Mnohé chráněné rostliny mají dnes stanoviště mimo přírodní památku a proto je navrženo její rozšíření.

### Fauna
Nejenom vlastní chráněné území, ale vlastně celé Débeřské údolí lze považovat za výborné útočiště pro mnoho druhů živočichů. Vyskytuje se zde celá řada vzácnějších druhů hmyzu, například brouků a motýlů. Údolí je bohaté na výskyt obojživelníků. V rybníčku, který sousedí s chráněným územím, lze spatřit ropuchy, skokany a čolka obecného. V Débeřském údolí žije také celá řada významných zástupců našeho ptactva.